# ŽNK Rijeka
ŽNK Rijeka, ženski je nogometni klub iz Rijeke. U sezoni 2023./24. se natječe u 2. HNL za žene.

## Povijest
Ženski nogometni klub Rijeka osnovan je 1998. godine pod imenom Jack Pot, a od 2007. do 2015. godine nosio je naziv Rijeka-Jack Pot. Osnovale su ga sestre, Brankica Lukanić, Ružica Gregov, Hermina Trošelj i Ankica Kovačić, 27. kolovoza 1998. godine a prvi trener kluba bio je njihov brat Josip. Krajem svibnja 2015. godine klub je promijenio naziv u ŽNK Rijeka.

## Uspjesi
- Prvakinje u 2. Hrvatskoj jedinstvenoj ligi: 2007./2008.
- Finalistkinje Hrvatskog nogometnog kupa za žene: 2008./09.

## Vanjske poveznice
- ŽNK Rijeka, službene stranice.  Arhivirana inačica izvorne stranice od 9. listopada 2017. (Wayback Machine)
- ŽNK Rijeka Službeni Instagram profil Ženskog nogometnog kluba Rijeka